# Haarby

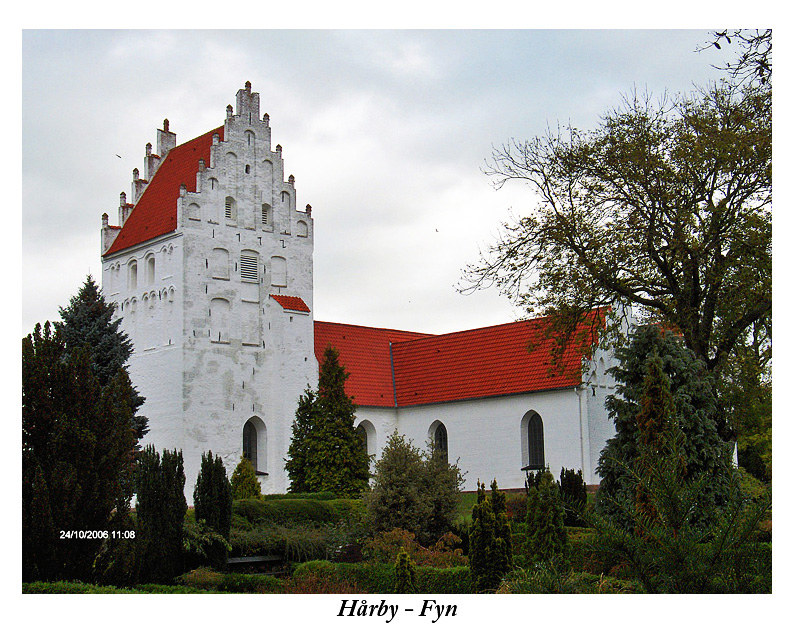
Igreja de Harby

Haarby é um município da Dinamarca, localizado na região central, no condado de Fiónia.